# 長瀬駅 (岐阜県)
長瀬駅（ながせえき）は、岐阜県揖斐郡谷汲村（現、揖斐川町）にあった名古屋鉄道谷汲線の駅である。

## 歴史
谷汲線の前身である谷汲鉄道の駅として1926年に開業した。開業時より交換可能駅であり、谷汲山華厳寺十一面観世音菩薩御開帳に伴う臨時輸送では北野畑駅、稲富駅と共に交換駅として機能した。しかし当駅での列車交換は御開帳期間中の臨時ダイヤ以外ではほぼ使われなかったため、以後撤去と再整備を繰り返している。
谷汲線は2001年に全線が廃止され、それとともに廃駅となった。廃止時の谷汲方面の隣駅は終着駅の谷汲駅であったが、かつては同駅との間に長瀬茶所駅、結城駅が存在していた。
- 1926年（大正15年）4月6日 - 谷汲鉄道の黒野駅 - 谷汲駅間の開業により開設[6][7]。
- 1944年（昭和19年） - 側線と信号機を撤去し停留場に格下げ[3]。
- 1948年（昭和23年）11月1日以前 - 無人化[8]。
- 1950年（昭和25年） - 御開帳に備えて交換設備を復活[4]。
- 1975年頃 - 再度交換設備を撤去[5]
- 2001年（平成13年）10月1日 - 谷汲線廃止とともに廃駅。

## 駅構造

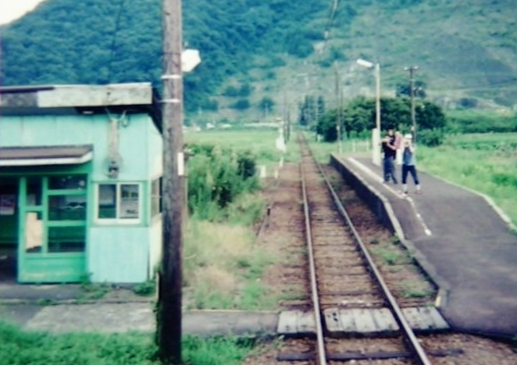
2001年。車窓から撮影

単式ホーム1面1線のみを持ち、列車交換はできなかった。かつては島式ホームであり、その名残でホームの反対側には線路の用地が残されていた。

### 配線図
| ← 谷汲駅   | 長瀬駅 構内配線略図 | → 黒野方面 |
| 凡例 出典: |                     |            |

## 利用状況
- 『名古屋鉄道百年史』によると1992年度当時の1日平均乗降人員は136人であり、この値は岐阜市内線均一運賃区間内各駅（岐阜市内線・田神線・美濃町線徹明町駅 - 琴塚駅間）を除く名鉄全駅（342駅）中329位、 揖斐線・谷汲線（24駅）中16位であった[1]。

## 駅周辺
駅の東側に人家があるが、長瀬地区の中心部からやや南に離れている。華厳寺での祭礼の際には隣の谷汲駅周辺が車で混雑するために、駅の貨物ヤード跡が無料駐車場として開放されていた。
- 岐阜県道40号山東本巣線
- 岐阜県道255号根尾谷汲大野線

## 隣の駅
名古屋鉄道
谷汲線
赤石駅 - 長瀬駅 - 谷汲駅
- 1990年までは隣の谷汲駅との間に結城駅が存在した。また、1958年まではその結城駅と長瀬駅との間に長瀬茶所駅も存在していた。